# Wet rampen en zware ongevallen
De Wet rampen en zware ongevallen was een Nederlandse wet die vastgesteld is in 1985. Doel was regels te geven over de rampenbestrijding en over de voorbereiding daarop door provincies, gemeenten en brandweerkorpsen. De Wet rampen en zware ongevallen was van kracht tot 1 oktober 2010 toen de Wet veiligheidsregio's en de Aanpassingswet veiligheidsregio's van kracht werden.

## Uitvoering door provincies
De commissaris van de Koning heeft een drietal taken en bevoegdheden die hij bij feitelijke rampen of zware ongevallen kan uitoefenen. Dat zijn:
- bestuurlijke informatievoorziening,
- bestuurlijke coördinatie
- en het op verzoek van de burgemeesters(s) regelen van bijstand.

De wijze waarop de commissaris van de Koning zijn coördinerende taak bij de bestrijding van rampen en zware ongevallen op provinciaal niveau uitoefent, is vastgelegd in het Provinciaal Coördinatieplan. De provincie beoordeelt tot de invoering van de Wet veiligheidsregio's ook de gemeentelijke rampenplannen en rampbestrijdingsplannen. Hiervoor hebben de gezamenlijke provincies in overleg met het ministerie van Binnenlandse Zaken en Koninkrijksrelaties uniforme toetsingskaders ontwikkeld. 

## Uitvoering door gemeenten
Voorbereiding
Het college van burgemeester en wethouders zorgt voor de voorbereiding van de bestrijding van rampen en zware ongevallen in de gemeente via:
- het bevorderen van het houden van oefeningen
- de totstandkoming van afspraken, die nodig zijn voor een doelmatige bestrijding van rampen en zware ongevallen, onder andere elke vier jaar een nieuw rampenplan voor de hele gemeente vaststellen en waarnodig voor een bepaald risico ook een apart rampbestrijdingsplan

Risicocommunicatie
Het college zorgt er ook voor dat de bevolking, de commissaris van de Koning en Onze Minister op passende wijze informatie wordt verschaft over de rampen en zware ongevallen, de maatregelen die zijn getroffen ter voorkoming en bestrijding en de dan te volgen gedragslijn.
De burgemeester doet dit ook als een ramp of een zwaar ongeval de bevolking en het milieu bedreigt of treft.
Opperbevel en bijstand
De burgemeester heeft het opperbevel bij een ramp of een zwaar ongeval of van ernstige vrees voor het ontstaan daarvan. Hij laat zich bijstaan door een gemeentelijke rampenstaf.
Behoeft een burgemeester bijstand van provinciale of rijksdiensten, dan richt hij een verzoek daartoe aan de commissaris in de provincie of de Minister.
Onderzoek achteraf
Na een ramp of zwaar ongeval zorgt het college voor een onderzoek en doet het zo nodig aanbevelingen om een soortgelijke ramp of soortgelijk zwaar ongeval voor de toekomst te voorkomen en de gevolgen daarvan te beperken, tenzij de Onderzoeksraad voor veiligheid, bedoeld in artikel 2 van de Rijkswet Onderzoeksraad voor veiligheid, daar onderzoek naar verricht.

## UItvoering door de regionale brandweer
Capaciteit en kwaliteit organisatie
Het bestuur van de regionale brandweer stelt eenmaal per vier jaar een beheersplan vast, waarin het beleid voor de multidisciplinaire voorbereiding van de rampenbestrijding en de  capaciteit en kwaliteit van de rampenbestrijdingorganisatie is vastgelegd.
Het bestuur rapporteert, na overleg met het regionale college en het bestuur van de GHOR-regio, jaarlijks over de uitvoering van de beleidsmaatregelen en zendt deze aan de commissaris van de Koning en ter kennisneming aan gedeputeerde staten.
Operationele leiding
Degene die de leiding over de brandweer heeft, is belast met de operationele leiding van de bestrijding van een ramp of een zwaar ongeval, tenzij de burgemeester een andere voorziening treft.

## Kosten en middelen
In de kosten die voor de gemeenten voortvloeien uit de daadwerkelijke bestrijding van een ramp of een zwaar ongeval en de gevolgen daarvan, kan uit ’s Rijks kas een bijdrage worden verleend.